# Leif Nordgren
Leif Nordgren (* 18. Mai 1989 in Colorado Springs, Colorado) ist ein ehemaliger US-amerikanischer Biathlet. Er gab 2008 sein Debüt im Weltcup und nahm an drei Olympischen Spielen und neun Weltmeisterschaften teil.

## Sportliche Laufbahn

### Erfolge im Juniorenbereich und erste Olympische Spiele
Leif Nordgren gab sein internationales Debüt im Rahmen der Jugendweltmeisterschaften 2007 in Martell und erreichte die Plätze 54 im Einzel, 55 im Sprint, 54 in der Verfolgung und mit Wynn Roberts und Justin Tyner Platz 12 im Staffelrennen. Schon deutlich erfolgreicher schnitt er im Jahr darauf in Ruhpolding ab, Nordgren wurde Sechster im Sprint und gewann hinter Ludwig Ehrhart und Manuel Müller die Bronzemedaille im Verfolgungsrennen. Auch in Nordamerika feierte er zu diesem Zeitpunkt einige Erfolge, im Rahmen der Nordamerikanischen Meisterschaften im Sommerbiathlon 2008 in Canmore ergatterte er auf Skirollern Gold in Einzel und Verfolgung sowie Bronze im Sprint. Zu Beginn der Saison 2008/09 debütierte der US-Amerikaner in Obertilliach im IBU-Cup, nach zwei Rennstarts auf dieser Ebene startete er noch im gleichen Monat erstmals im Weltcup und erreichte in Hochfilzen die Ränge 79 im Einzel und 109 im Sprint. Im Januar 2010 gewann er in Nové Město na Moravě mit den Plätzen 29 und 32 seine ersten IBU-Cup-Ranglistenpunkte, die Juniorenweltmeisterschaften des gleichen Jahres endeten mit zwei Top-6-Ergebnissen ebenfalls erfolgreich.
Im Winter 2010/11 war Nordgren erstmals konstanter Teil des Weltcupkaders und gewann als 35. des saisoneröffnenden Einzels sogleich seine ersten Weltcuppunkte. Dabei blieb er als einer von zwei Athleten am Schießstand fehlerfrei. Auch einige Staffeleinsätze bekam er im Saisonverlauf und wurde unter anderem zweimal Neunter. Im März 2011 folgte die erste Teilnahme bei den Weltmeisterschaften. Dort unterbot der US-Amerikaner mit den Plätzen 20, 26 und 37 in Einzel, Sprint und Verfolgung sämtliche bisherigen Bestergebnisse, qualifizierte sich damit für den Massenstart und schloss diesen durchaus überraschend als 16. ab. An der Seite von Lowell Bailey, Jay Hakkinen und Tim Burke belegte er außerdem im Staffelrennen zunächst den Sechsten, nach der Disqualifizierung der russischen Auswahl den fünften Rang. Diese Resultate konnte Nordgren für einige Zeit weder im Weltcup noch bei den Weltmeisterschaften 2012 und 2013 – abgesehen von einem 22. Rang im Einzel von Nové Město 2013 – erneut erreichen. Anfang 2014 gehörte er zum US-amerikanischen Aufgebot für die Olympischen Winterspiele von Sotschi, bei denen er 82. des Einzels, 44. des Sprints, 53. der Verfolgung und an der Seite von Lowell Bailey, Russell Currier und Sean Doherty als Schlussläufer 15. mit der Staffel wurde. Erfolg hatte er im folgenden Sommer, als er bei den Nordamerikanischen Meisterschaften im Sommerbiathlon in Jericho nach einem achten Rang im Sprint im Verfolgungsrennen hinter Bailey und Currier die Bronzemedaille gewann.

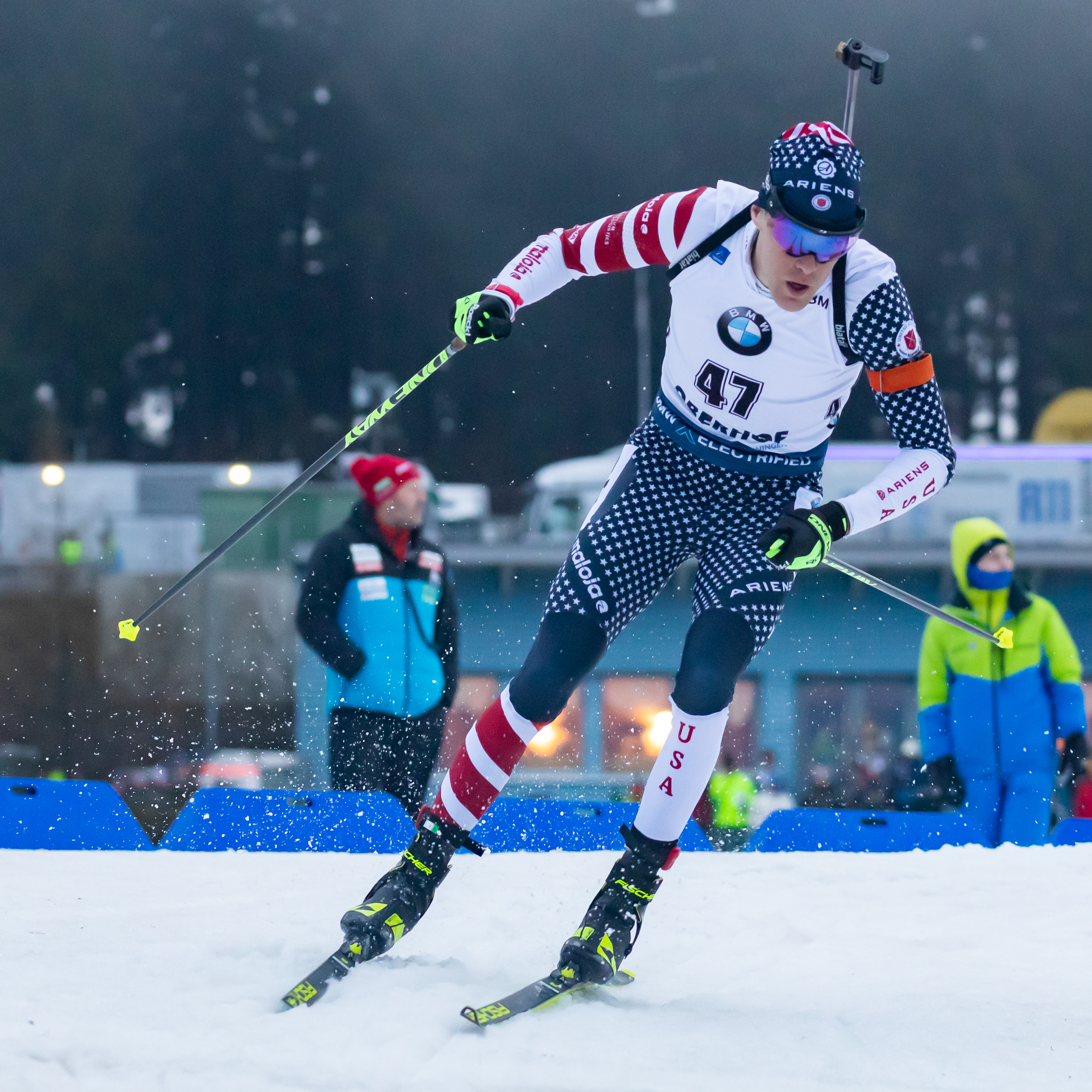
Nordgren beim Weltcup in Oberhof im Januar 2020

### Mittelfeld im Weltcup
Für die Saison 2014/15 wurde Nordgren wie Lowell Bailey und Tim Burke in den A-Kader der Männer berufen. Zunächst verlief die Saison für den US-Amerikaner nicht übermäßig erfolgreich, er schnitt aber besonders in der zweiten Hälfte des Winters gut ab. In Nové Město erreichte er mit Rang 16 im Sprint seine persönliche Bestplatzierung im Weltcup und bestätigte diese im zugehörigen Verfolger sowie im Einzel am folgenden Wettkampfort Oslo mit jeweils Rang 20. Die Weltmeisterschaften in Kontiolahti endeten mit Ergebnissen im Mittelfeld, am Saisonende zeigte er in Chanty-Mansijsk mit Platz 21 im Sprint und Platz 17 in der Verfolgung noch einmal auf. Den Winter schloss er als 40. der Weltrangliste ab, was bis zu seinem Karriereende die beste Gesamtfeldplatzierung blieb. Im Winter 2015/16 kamen erneut die Punktgewinne erst nach dem Jahreswechsel, seine beste Platzierung erzielte Nordgren im Rahmen der WM als 18. des Sprints. Mit der Staffel kam beim Heimweltcup in Presque Isle ein starker fünfter Platz zustande, wobei auf die auf Position drei geführten Deutschen lediglich sechs Sekunden fehlten. Krankheitsbedingt trat der US-Amerikaner in der Folgesaison nach einer längeren Wettkampfpause erst im Januar 2017 wieder an und erzielte seine stärksten Ergebnisse – die Plätze 23 und 26 in Einzel und Sprint – wieder bei den Weltmeisterschaften. Für seine zweiten Olympischen Spiele wurde er im Februar 2018 nominiert, obwohl er in der laufenden Saison keinen einzigen Weltcuppunkt gewonnen hatte. Dies führte sich auch in Pyeongchang fort, mit Ausnahme des sechsten Ranges im Staffelrennen drang Nordgren nicht unter die besten 40 Athleten vor.
Im Winter 2018/19 gelang es Nordgren wieder mehrfach, die Punkteränge zu erreichen, Höhepunkt war das Einzelrennen im Rahmen der Weltmeisterschaften, welches er als 16. abschloss. Eine Überraschung gelang dem damals 30-jährigen US-Amerikaner im Jahr darauf, erneut beim Saisonhöhepunkt, als er im Einzel als einziger Athlet am Schießstand fehlerfrei blieb und sich auf dem achten Rang klassierte. Damit stieß er zum ersten und einzigen Mal in einem Individualwettkampf auf der höchsten Ebene des Sports in die Top Ten vor. Hatte er in den beiden Vorsaisons die Plätze 57 und 55 in der Weltcupgesamtwertung erzielt, belegte Nordgren im Winter 2020/21 den 59. Rang und bestätigte somit in etwa seine Leistungsstärke. Er erreichte in sechs Rennen die Punkteränge und belegte mit der Mixedstaffel als Bestergebnis in Nové Město na Moravě Platz sechs. In der olympischen Saison 2021/22 jedoch baute er sowohl in der Laufstärke als auch am Schießstand ab und kam nur noch ein weiteres Mal unter die besten 40. Trotz fehlender Resultate bekam er für die Olympischen Spiele jedoch den Vorzug vor Václav Červenka und belegte in den Individualbewerben Positionen jenseits der Top 80. Sein letztes Weltcuprennen absolvierte er im Rahmen des Weltcupfinals beim Sprint von Oslo.
Im Zuge der nationalen Meisterschaften beendete Nordgren im März 2022 seine Laufbahn als aktiver Leistungssportler.

## Persönliches
Nordgren ist seit 2017 verheiratet und zweifacher Vater. Seine erste Tochter kam dabei während Nordgrens dritter Olympiateilnahme im Februar 2022 zur Welt.

## Statistiken

### Weltcupplatzierungen
Die Tabelle zeigt alle Platzierungen (je nach Austragungsjahr einschließlich Olympische Spiele und Weltmeisterschaften).
- 1.–3. Platz: Anzahl der Podiumsplatzierungen
- Top 10: Anzahl der Platzierungen unter den ersten zehn (einschließlich Podium)
- Punkteränge: Anzahl der Platzierungen innerhalb der Punkteränge (einschließlich Podium und Top 10)
- Starts: Anzahl gelaufener Rennen in der jeweiligen Disziplin
- Staffel: inklusive Mixed- und Single-Mixed-Staffeln

| Platzierung | Einzel | Sprint | Verfolgung | Massenstart | Staffel | Gesamt |
| ----------- | ------ | ------ | ---------- | ----------- | ------- | ------ |
| 1. Platz    |        |        |            |             |         |        |
| 2. Platz    |        |        |            |             |         |        |
| 3. Platz    |        |        |            |             |         |        |
| Top 10      | 1      |        |            |             | 33      | 34     |
| Punkteränge | 15     | 23     | 16         | 4           | 71      | 129    |
| Starts      | 31     | 89     | 43         | 5           | 71      | 239    |

### Weltcupwertungen
Ergebnisse bei Biathlon-Weltcups (Disziplinen- und Gesamtweltcup) gemäß Punktesystem
| Saison  | Einzel | Einzel | Sprint | Sprint | Verfolgung | Verfolgung | Massenstart | Massenstart | Gesamt | Gesamt |
| Saison  | Platz  | Punkte | Platz  | Punkte | Platz      | Punkte     | Platz       | Punkte      | Platz  | Punkte |
| ------- | ------ | ------ | ------ | ------ | ---------- | ---------- | ----------- | ----------- | ------ | ------ |
| 2010/11 | 44.    | 26     | 81.    | 15     | 82.        | 4          | 43.         | 24          | 62.    | 69     |
| 2011/12 | –      | –      | –      | –      | 74.        | 8          | –           | –           | 96.    | 8      |
| 2012/13 | 51.    | 19     | 78.    | 7      | 66.        | 9          | –           | –           | 70.    | 35     |
| 2013/14 | –      | –      | 74.    | 17     | 60.        | 20         | –           | –           | 69.    | 37     |
| 2014/15 | 35.    | 29     | 48.    | 57     | 41.        | 50         | 46.         | 14          | 40.    | 150    |
| 2015/16 | 37.    | 28     | 57.    | 38     | –          | –          | –           | –           | 57.    | 66     |
| 2016/17 | 34.    | 30     | 66.    | 19     | 64.        | 13         | –           | –           | 57.    | 62     |
| 2017/18 | –      | –      | 62.    | 24     | 80.        | 1          | 46.         | 1           | 71.    | 27     |
| 2018/19 | 41.    | 26     | 59.    | 28     | 67.        | 8          | 46.         | 2           | 57.    | 64     |
| 2019/20 | 22.    | 48     | 64.    | 18     | –          | –          | –           | –           | 55.    | 66     |
| 2020/21 | 38.    | 27     | 70.    | 14     | 65.        | 11         | –           | –           | 59.    | 52     |
| 2021/22 | –      | –      | –      | –      | 81.        | 2          | –           | –           | 102.   | 2      |

### Olympische Winterspiele
Ergebnisse bei Olympischen Winterspielen:
|                                             | Einzelwettbewerbe | Einzelwettbewerbe | Einzelwettbewerbe | Einzelwettbewerbe | Staffelwettbewerbe | Staffelwettbewerbe |
| Einzel                                      | Sprint            | Verfolgung        | Massenstart       | Männerstaffel     | Mixedstaffel       |                    |
| ------------------------------------------- | ----------------- | ----------------- | ----------------- | ----------------- | ------------------ | ------------------ |
| Olympische Winterspiele 2014 \| Sotschi     | 82.               | 44.               | 53.               | –                 | 15.                | –                  |
| Olympische Winterspiele 2018 \| Pyeongchang | 66.               | 58.               | 50.               | –                 | 6.                 | –                  |
| Olympische Winterspiele 2022 \| Peking      | 87.               | 83.               | –                 | –                 | 13.                | –                  |

### Weltmeisterschaften
Ergebnisse bei Weltmeisterschaften:
| Weltmeisterschaften | Weltmeisterschaften | Einzelwettbewerbe | Einzelwettbewerbe | Einzelwettbewerbe | Einzelwettbewerbe | Staffelwettbewerbe | Staffelwettbewerbe | Staffelwettbewerbe |
| Jahr                | Ort                 | Einzel            | Sprint            | Verfolgung        | Massenstart       | Männerstaffel      | Mixedstaffel       | S.-M.-Staffel      |
| ------------------- | ------------------- | ----------------- | ----------------- | ----------------- | ----------------- | ------------------ | ------------------ | ------------------ |
| 2011                | Chanty-Mansijsk     | 20.               | 26.               | 37.               | 16.               | 5.                 | 12.                | nicht ausgetragen  |
| 2012                | Ruhpolding          | 80.               | –                 | –                 | –                 | 10.                | –                  | nicht ausgetragen  |
| 2013                | Nové Město          | 22.               | 51.               | 42.               | –                 | 11.                | 8.                 | nicht ausgetragen  |
| 2015                | Kontiolahti         | 33.               | 45.               | 51.               | –                 | 14.                | 8.                 | nicht ausgetragen  |
| 2016                | Oslo                | 27.               | 18.               | 52.               | DNF               | 8.                 | –                  | nicht ausgetragen  |
| 2017                | Hochfilzen          | 23.               | 26.               | 49.               | –                 | 7.                 | –                  | nicht ausgetragen  |
| 2019                | Östersund           | 16.               | 34.               | 44.               | 30.               | 19.                | 19.                | –                  |
| 2020                | Antholz             | 8.                | 88.               | –                 | –                 | 8.                 | 13.                | –                  |
| 2021                | Pokljuka            | 31.               | 45.               | 32.               | –                 | 15.                | –                  | –                  |

### Jugend-/Juniorenweltmeisterschaften
Nordgren nahm bis 2008 an den Jugend-, ab 2009 an den Juniorenwettkämpfen teil.
| Weltmeisterschaften | Weltmeisterschaften | Einzelwettbewerbe | Einzelwettbewerbe | Einzelwettbewerbe | Männerstaffel |
| Jahr                | Ort                 | Einzel            | Sprint            | Verfolgung        | Männerstaffel |
| ------------------- | ------------------- | ----------------- | ----------------- | ----------------- | ------------- |
| 2007                | Martell             | 54.               | 55.               | 54.               | 12.           |
| 2008                | Ruhpolding          | 10.               | 6.                | 3.                | 9. (Junioren) |
| 2009                | Canmore             | 29.               | 23.               | 29.               | –             |
| 2010                | Torsby              | 11.               | 6.                | 5.                | –             |